# Châsse de Pépin
La châsse de Pépin, ou reliquaire de la Circoncision, est un objet faisant partie du trésor de l'abbatiale Sainte-Foy de Conques. Le reliquaire était réputé selon la tradition contenir une relique du Christ : son prépuce, lié à l'épisode de la Circoncision, ce qui reste évidemment très hypothétique. Selon la tradition, celui-ci a été donné par le souverain carolingien Pépin le Bref. Cette oeuvre d'orfèvrerie médiévale est remarquable par son ancienneté : l'objet a été modifié à de nombreuses reprises, du VIIIe au XIIIe siècle, mais il faut noter aussi la présence sur celui-ci d'éléments antiques, de même que des décors ajoutés postérieurement, jusqu'au XVIe siècle.

## Description
Le reliquaire est un coffret à quatre côtés muni d'un couvercle à quatre pentes, composé d'une âme de bois recouverte d'or et enrichie de pierres précieuses, de perles et d'émaux. Ce décor d'une grande richesse est le fruit de nombreux remplois d'autres objets d'orfèvrerie, comme par exemple des fragments d'une plaque d'or datée sans certitude du VIIIe siècle figurant une Crucifixion qui ont été découverts sur la châsse à l'occasion d'une restauration.
La première face montre la scène de la Crucifixion figurée en or grâce à la technique du repoussé : avec le Christ crucifié entouré de Marie et de saint Jean, surmontés de part et d'autre par le soleil et la lune. Au revers, l'autre grand côté est décoré de trois arcades, et au dessus, sur le couvercle, de deux oiseaux aux ailes serties d'émaux colorés. La surface du coffret est également ornée d'un décor d'or obtenu au filigrane, d'émaux, de perles et de pierres précieuses. Ces dernières sont parfois des remplois de bijoux antiques : il est ainsi possible de distinguer une intaille figurant le dieu païen Apollon entre les deux oiseaux.